# Allenton (Wisconsin)
Allenton es un lugar designado por el censo ubicado en el condado de Washington en el estado estadounidense de Wisconsin. En el Censo de 2010 tenía una población de 823 habitantes y una densidad poblacional de 219,75 personas por km².

## Geografía
Allenton se encuentra ubicado en las coordenadas 43°25′14″N 88°20′40″O / 43.42056, -88.34444. Según la Oficina del Censo de los Estados Unidos, Allenton tiene una superficie total de 3.75 km², de la cual 3.75 km² corresponden a tierra firme y (0%) 0 km² es agua.

## Demografía
Según el censo de 2010, había 823 personas residiendo en Allenton. La densidad de población era de 219,75 hab./km². De los 823 habitantes, Allenton estaba compuesto por el 97.21% blancos, el 0.24% eran afroamericanos, el 0.49% eran amerindios, el 0.36% eran asiáticos, el 0% eran isleños del Pacífico, el 1.34% eran de otras razas y el 0.36% pertenecían a dos o más razas. Del total de la población el 2.67% eran hispanos o latinos de cualquier raza.